# パラダイスの夕暮れ
『パラダイスの夕暮れ』（ぱらだいすのゆうぐれ、フィンランド語：Varjoja paratiisissa；英語：Shadows in Paradise）は、アキ・カウリスマキ脚本・監督の1986年のフィンランド映画。主演はイロナ役のカティ・オウティネンとニカンデル役のマッティ・ペロンパー。1987年のユッシ賞で最優秀作品賞を受賞した。カウリスマキのプロレタリアート3部作（『パラダイスの夕暮れ』『真夜中の虹』『マッチ工場の少女』）の第1作。

## ストーリー
ニカンデルはゴミの収集人。相棒とふたり、収集車に乗ってゴミを集めて回る。仕事帰りにスーパーで買い物をしていると手首から血が出ていた。レジ係の女性（イロナ）が親切に手当してくれた。ニカンデルは彼女に一目惚れした。
年配の同僚から「俺は独立してのし上がるつもりだ。一緒にやろう。」と誘われた。よし！とその気になったのに同僚は仕事中に急死してしまった。ショックを受けたニカンデルはバーで酔って暴れ、留置所に入れられた。そこで出会ったメラルティンという失業中の男に自分の会社を紹介し、一緒に働くことになった。仕事中偶然イロナに再会し、デートに誘った。ビンゴホールに連れて行ったら「わたしたちうまくいかない」と振られてしまった。
イロナはスーパーをクビになった。くやしくて事務所の手提げ金庫を盗んだ。帰り道、ニカンデルをみつけドライブをねだった。ふたりは郊外のホテルに泊まりゆっくり話をした。翌朝、海を見ながらはじめてキスをした。イロナがアパートに帰ると刑事が待っていた。彼女が取り調べを受けている間、ニカンデルはこっそりと金庫をスーパーの事務所に戻した。
ニカンデルがイロナのアパートに行くとルームメイトしかいなかった。彼女は荷物をまとめて出て行ったらしい。ニカンデルは車で探し回ったが見つからない。イロナはホテルが満室だったのでベンチで夜を明かし、朝になってニカンデルの部屋のベルを鳴らした。ニカンデルはコーヒーを出した。彼が仕事をしているあいだ、イロナは彼のベッドで眠った。
同棲がはじまり、イロナは衣料品店で働き出したが、ふたりの心はすれ違う。夕食のあと、イロナが「散歩に行きたい」というのでニカンデルが「一緒に行こう」というと「独りがいいの」と答える。メラルティン夫婦といっしょに4人で映画をみて、酒を飲もうと約束をしたのにイロナはすっぽかす。寂しく情けない思いをしたニカンデルはヘソをまげ、彼女をアパートから追い出した。
ニカンデルはレコードを聴いたりパブで酒を飲んで自分を慰めた。どうしようもなく彼女に会いたかった。イロナは勤め先の店長と高級レストランで食事をしていたが気分がのらず「帰るわ。ごちそうさま」と中座し、ニカンデルの部屋へ行った。留守だったが彼のレコードを聴きながら寝入ってしまった。そのころニカンデルはパブの帰り道、暴漢におそわれてケガをして倒れていた。翌日、搬送された病院にメラルティンが見舞いに来た。やっぱりイロナに会いたい。病院を抜け出して彼女の店に行った。「迎えに来た。新婚旅行に行こう。」「いいわね。」盛り上がったふたりをメラルティンは港まで送った。

## キャスト
- イロナ・ラジャマキ: カティ・オウティネン
- ニカンデル: マッティ・ペロンパー
- メラルティン: サカリ・クオスマネン
- 年配の同僚: エスコ・ニッカリ
- イロナの女友達: キッリ・ケンゲス
- スーパーの店長: ペッカ・ライホ
- 第3の男: ユッカ＝ペッカ・パロ - 衣料品店の店長
- 刑事: スヴァンテ・コルキアコスキ
- ニカンデルの妹: マリ・ランタシラ
- ホテル・クラーク: アキ・カウリスマキ（カメオ出演）